# يوفال أبراهام
يوفال أبراهام ((بالعبرية: יובל אברהם)؛ مواليد 1995) هو صحفي استقصائي إسرائيلي، مخرج أفلام، ومترجم بين العربية والعبرية. اشتهر عالمياً عند مشاركته في إخراج الفيلم الوثائقي الحائز على الأوسكار لا أرض أخرى (2024) الذي يتناول الجيش الإسرائيلي وعنف المستوطنين الإسرائيليين في الضفة الغربية، كما ألقى خطاباً داعياً للمساواة في الدورة 74 لمهرجان برلين السينمائي الدولي.

## الحياة المبكرة
يقيم أبراهام في القدس، وقد وُلِد لعائلة إسرائيلية من الطبقة المتوسطة في مدينة بئر السبع جنوب البلاد. تعود أصوله إلى اليهود المزراحيون واليهود الأشكناز؛ إذ كان جده اليمني اليهودي يتحدث اللهجة الفلسطينية بطلاقة. وُلِدت إحدى جداته في معسكرات الاعتقال الإيطالية في ليبيا، بينما فقد أحد أجداده معظم أفراد عائلته في الهولوكوست.
عند بلوغه 19 عاماً، جُنّد أبراهام في سلاح الاستخبارات الإسرائيلي التابع للجيش الإسرائيلي، لكنه لم يؤدِّ دوره فعلياً، إذ انسحب من الخدمة بعد أسبوع من التدريب لأسباب سياسية وشخصية. خلال فترة مغادرته، أُعيد تعيينه كمخزن في القوات الجوية الإسرائيلية، وبعد أسابيع قليلة، ترك الجيش وتطوع للعمل مع أطفال فلسطينيين وإسرائيليين في المدارس لمدة عامين.
تعلم العربية والتقى بفلسطينيين في الضفة الغربية، حيث أقام مع عائلات كانت منازلها تُهدم من قبل الجيش الإسرائيلي، مما دفعه ليصبح ناقداً صريحاً للاحتلال العسكري للفلسطينيين. كما عمل في مجال تدريس اللغة العربية.
في عام 2019، تواصل أبراهام مع الصحفي أحمد الناعوق، المُقيم في لندن والذي يدير مجموعة "لسنا أرقاماً" (We Are Not Numbers) (WANN) لكتّاب غزة، لإجراء مقابلة. كما ساعد الناوق، الذي كان يسعى لإيصال القصص الفلسطينية إلى جمهور أوسع، في التواصل مع مترجمين.
معاً، أسس أبراهام والناعوق منصة "عبر الجدار" (Across the Wall)، التي تُترجم فيها القصص الفلسطينية إلى العبرية بهدف تعزيز إنسانية الفلسطينيين وتحدي الروايات الإسرائيلية السائدة التي تشوه صورتهم.
وفقاً للتقارير، استقطب الموقع الإلكتروني أكثر من مليون زائر في عام 2021. ومع ذلك، تم تعليق المشروع إلى أجل غير مسمى في نوفمبر 2023 بعد مقتل 23 فرداً من عائلة الناعوق، بمن فيهم أطفال صغار، جراء القصف الإسرائيلي.
يعمل أبراهام صحفياً استقصائياً في مجلة 972+ وLocal Call، حيث يصفهما بأنهما "المكان الوحيد الذي يمكنني فيه استغلال امتيازي لكشف آليات القمع في بلادنا، سواء من خلال توثيق هدم منازل العائلات الفلسطينية في القدس أو التحدث إلى اللاجئين في جنين". كما كتب في الغارديان وذا نيشن، وظهر في شبكات إعلامية مثل الديمقراطية الآن! وسي إن إن.

### لا أرض أخرى
شارك أبراهام في إخراج وتصوير الفيلم الوثائقي لا أرض أخرى، الذي يتناول جهود الناشط الفلسطيني باسل عدرا لمقاومة عنف المستوطنين الإسرائيليين وتهجيره من مسافر يطا. تعاون أبراهام مع عدرا وهندان بلال وراشيل سور في إنتاج الفيلم، حيث لم يكن لديهم أي خبرة سابقة في صناعة الأفلام الوثائقية، وبدأوا المشروع بدافع النشاط الصحفي والحقوقي. استمر العمل عليه لأكثر من خمس سنوات، حيث شمل مقاطع أرشيفية وحياة عدرا اليومية تحت الاحتلال، مع إبراز الفوارق بين تجربته وتجربة أبراهام بصفته إسرائيلياً يتمتع بحرية الحركة والحقوق المدنية.
عُرض الفيلم لأول مرة في فبراير 2024 خِلال الدورة 74 لمهرجان برلين السينمائي الدولي، حيث نال إشادة واسعة من النقاد وفاز بجائزتين رئيسيتين: جائزة بانوراما لأفضل فيلم وثائقي و"جائزة برليناله للأفلام الوثائقية".
في خطابه خلال استلام الجائزة، دعا أبراهام إلى وقف إطلاق النار في غزة وإنهاء "نظام الفصل العنصري الإسرائيلي"، مسلطاً الضوء على "عدم المساواة" بين حياته كإسرائيلي وحياة عدرا كفلسطيني في الضفة الغربية المحتلة. أثار خطابه انتقادات من سياسيين ألمان، أبرزهم كاي فيغنر، الذين اتهموه بـ"معاداة السامية"، مما أدى إلى تعرضه لتهديدات بالقتل وهجوم من قبل متطرفين على منزل عائلته في إسرائيل. أجبرته هذه التهديدات على إلغاء عودته إلى إسرائيل أثناء توقفه في أثينا.
في بيان نشره عبر وسائل التواصل الاجتماعي، رد أبراهام قائلاً: "الاستخدام المروع لهذا المصطلح لإسكات إسرائيليين مثلي يدعمون وقف إطلاق النار... يُفرغ كلمة معاداة السامية من معناها الحقيقي، مما يعرض اليهود للخطر في جميع أنحاء العالم". كما أعرب عن قلقه إزاء سلامة عدرا "الذي يعيش تحت الاحتلال بين مستوطنات عنيفة". كما دعت لجنة حماية الصحفيين السلطات إلى ضمان حمايته وحماية أسرته.
في مقابلة تلفزيونية إسرائيلية، قال أبراهام إن أكثر ما كان صعباً عليه هو أن والدته دفعت ثمن خطابه عندما جاء حشد إلى منزله بحثاً عنه، مما اضطرها إلى المغادرة. وأضاف أنه يتقبل الانتقادات الموجهة إليه بشأن عدم ذكره الأسرى الإسرائيليين في غزة خلال خطابه، قائلاً: "لو نظرت إلى الأمر بأثر رجعي، كنت سأذكر الأسرى"، مشيراً إلى أن الخطاب كان قصيراً وغير مخطط له لأنهم لم يتوقعوا الفوز، وأن المطالبة بوقف إطلاق النار تصب أيضاً في مصلحة الأسرى.

## وصلات خارجية
- يوفال أبراهام في قاعدة بيانات الأفلام على الإنترنت
- أرشيف المقالات في +972 Magazine